# Ronneby Teater
Ronneby Teater, även kallad Gamla Teatern eller Gamla Stadshuset i Ronneby uppfördes år 1911 på initiativ av stadens borgare och med stöd av borgmästare Ernst Flensburg. Teatern är belägen i kvarteret Frida på Gångbrogatan 1 i Ronneby. Byggnadens teatersalong på andra våningen rymmer 188 sittplatser inklusive balkong. I salongen finns också ett överbyggt orkesterdike vilket ger en djup scenyta, karaktäristisk för just denna teater. I den gamla scenkällaren finns numera en pausservering Bakfickan, med en mindre scen.  Efter andra världskrigets slut ställdes teaterbyggnaden om och har använts som både stadshus under åren 1948 till 1970 samt stadsbibliotek och fritidsgård. Teatern har sedan år 2010 återfått sin funktion som teaterscen då Ronneby Folkteater flyttade in sin verksamhet i byggnaden.